# Shout
Shout är en låt av den brittiska gruppen Tears for Fears utgiven 1984. Det var gruppens åttonde singel och den andra från albumet Songs from the Big Chair. 
Singeln nådde 4:e plats på brittiska singellistan i januari 1985 och blev senare en stor hit i många länder. Den nådde 1:a plats på amerikanska Billboardlistan i augusti samma år och blev en top 10-hit i 25 länder. Den toppade singellistorna i bland annat Australien, Kanada, Tyskland, Nederländerna och Schweiz. På Sverigetopplistan blev det en 16:e plats.
Shout låg fyra veckor på Trackslistan med en 5:e plats som högsta placering den 12 januari 1985.

## Utgåvor
7" singel: Mercury / IDEA8 (Storbritannien, Irland, Sydafrika) / 880 294-7 (Australien, Europa) / SOV 2351 (Kanada)
10" singel: Mercury / IDEA810 (Storbritannien)
1. "Shout" – 5:53
2. "The Big Chair" – 3:20

7" singel: Mercury / 880 481-7Q (Tyskland) / 7PP-167 (Japan)
1. "Shout [Short Version]" – 4:51
2. "The Big Chair" – 3:20

7" singel: Mercury / 880 294-7 (USA)
1. "Shout [US Single Version]" – 3:59
2. "The Big Chair" – 3:20

| 12" singel: Mercury / IDEA812 (Storbritannien) / 880 294-1 (Australien, Europa) / SOVX 2351 (Kanada) / MIX 3080 (Mexiko) 1. "Shout [Extended Version]" – 7:35 2. "Shout" – 5:53 3. "The Big Chair" – 3:20 12" singel: Mercury / 880 929-1 (USA) 1. "Shout [US Remix]" – 8:02 2. "Shout [UK Remix]" – 7:40 3. "The Big Chair" – 3:20 CDV: Mercury / 080 064-2 (Storbritannien) 1. "Shout" – 5:58 2. "Everybody Wants to Rule the World [Urban Mix Edit]" – 5:20 3. "Shout [US Remix]" – 8:00 4. "Shout [Video]" – 6:00 |